# Relloso (Burgos)
Relloso es una entidad de población española del municipio de Valle de Losa, perteneciente a la provincia de Burgos, en la comunidad autónoma de Castilla y León.

## Historia
Hacia mediados del siglo XIX, el lugar, por entonces con ayuntamiento propio, tenía contabilizada una población de 164 habitantes. Aparece descrito en el decimotercer volumen del Diccionario geográfico-estadístico-histórico de España y sus posesiones de Ultramar de Pascual Madoz con las siguientes palabras:

RELLOSO: l. con ayunt. en la prov., dióc., aud. terr. y c. g. de Búrgos (19 leg.), part. jud. de Villarcayo (6). Se compone de dos barrios llamados de San Miguel y Sta. Cristina. sit. en un hondo y rodeado de peñas, que dificultan algun tanto la pronta comunicacion de ambos; su clima es templado; sus enfermedades mas comunes los constipados. Tiene 48 casas, 20 San Miguel y 28 Sta. Cristina; la de concejo; escuela de primeras letras frecuentada por 20 niños de ambos sexos, con la dotacion de 500 rs. y 2 igl. parr. (San Miguel y San Martin), aquella en el barrio de su mismo nombre, y la de San Martin en el de Sta. Cristina; para su servicio hay dos párrocos, cuya vacante se provee por oposicion entre patrimoniales. Una fuente de buenas aguas proporciona á los moradores de ambos pueblos, la necesaria para sus usos domésticos. Confina N. Peña Igaña; E. el Valle de Angulo; S. Quincoces, y O. Villabasil; en su term. hay dos desp. El terreno es de secano y de poco fondo. Los caminos son locales; recibe la correspondencia de la estafeta de Mena. prod.: trigo, cebada, avena, patatas y pastos; cria ganado vacuno y cabrío, y caza de liebres. pobl.: 46 vec., 164 alm. cap. prod.: 260,000 rs. imp.: 26,469.
(Madoz, 1849, p. 410)

En la actualidad, pertenece al municipio de Valle de Losa. En 2022, la entidad singular de población tenía empadronados ocho habitantes y el núcleo de población, los mismos.

## Demografía
| Gráfica de evolución demográfica de Relloso entre 1857 y 1860 |
| |
| Población de derecho según los censos de población del INE. Población de hecho según los censos de población del INE.Entre el censo de 1857 y el anterior, aparece este municipio porque se segrega del municipio Junta de Oteo. Entre el censo de 1877 y el anterior, este municipio desaparece porque se integra en el municipio Junta de Oteo. |